# 1302 هـ
1302 هـ هي سنة في التقويم الهجري امتدت مقابلةً في التقويم الميلادي بين سنتي 1884 و1885.

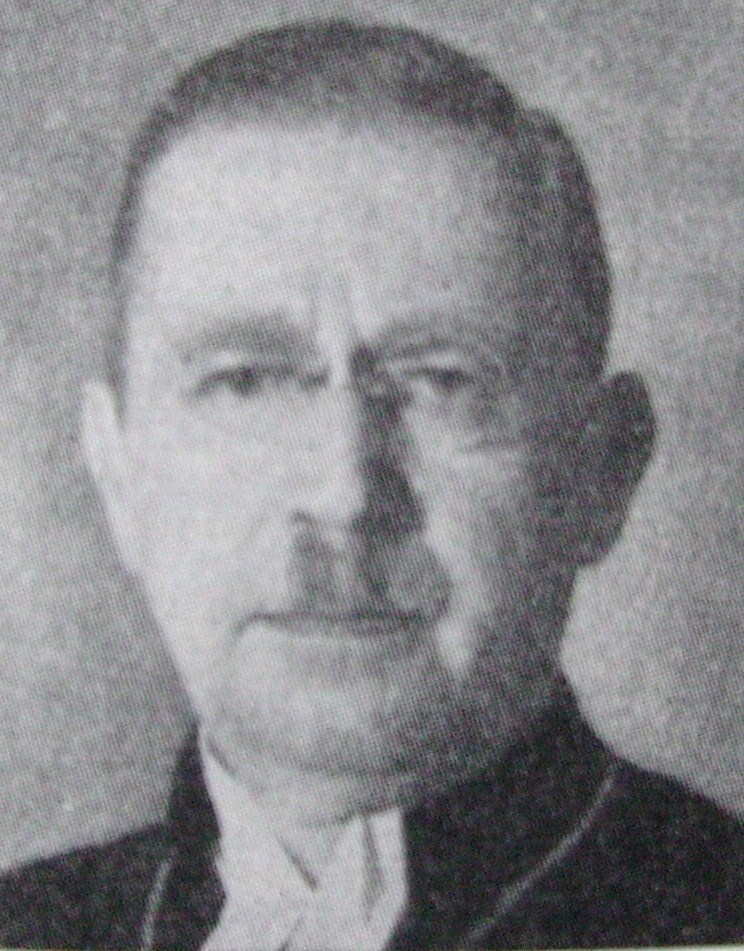
تور أندريه

## أحداث
- الأمير فيصل بن عبد الرحمن بن فيصل آل سعود يعارض قبيلة العجمان مما تسبب بقتل فرد من أفراد عائلة آل سعود فيخوض بحرب امتدت 32يوم انتهت بانتصار الأمير فيصل.
- محمد بن عبد الله بن علي الرشيد يوقع عقدا مع الدولة العثمانية بأن يكون بجانبها.
- عودة الأمير فهد بن عبد الرحمن بن فيصل آل سعود إلى الرياض بعد أن أمضى عدة سنوات في الكويت للدراسة وتعلم الحروب وحفظ القرآن الكريم.
- قيام مؤتمر برلين الثاني الذي تم من خلالها تقسيم الدول الأفريقية.

## مواليد
- سيد سليمان الندوي
- محمد نصيف
- مصطفى أمين الأعظمي - أديب وسياسي بغدادي من العراق.
- عبد العزيز بن مساعد بن جلوي آل سعود.
- اسكندر كرباج
- تور أندريه
- جورج سارتون
- جون فيلبي
- سليمان فيضي
- عبد الله الوزير
- عدنان القاروني
- غانم اللميع
- كاظم آل نوح
- محمد تقي بهار
- مصطفى الغلاييني

## وفيات
- أديب إسحاق
- عبد القادر بن علي المشاط
- محمد يعقوب النانوتوي
- محمود حمدي الفلكي
- عبد القادر بن علي مشاط
- محمد أحمد المهدي